# Dialetto goriziano
Il goriziano o dialetto goriziano (in goriziano gorizian) è una variante della lingua veneta utilizzato principalmente nella città di Gorizia e nei suoi dintorni.

## Descrizione
Questa variante della lingua veneta parlata oggi in città ha preso piede nel secondo dopoguerra a seguito dell'esodo istriano-dalmata. Questo dialetto si è dapprima affiancato ed in breve ha quasi del tutto sostituito l'autoctono friulano goriziano e in parte lo sloveno, quest'ultimo parlato nelle frazioni a nord e est della città. Sia la lingua friulana che la lingua slovena sono  parlate a Gorizia, in alcuni rioni. 
Il friulano utilizzato da secoli dalla popolazione di Gorizia assieme allo sloveno, ha apportato diversi vocaboli nel dialetto veneto goriziano.

## Esempi
Esempi di frasi in veneto goriziano (si noti come sia quasi del tutto identico al triestino):
- El gaveva l'ufficio visavì de mi. ("Lui aveva l'ufficio di fronte al mio.")
- Ciò che zima che xe oggi! ("Che freddo che fa oggi!")
- Te ga tacado il sparghet che go de cusinar? ("Hai acceso il fornello che devo cucinare?")
- Ciò quel lì xe proprio un mona! ("Quello lì è proprio uno stupidino!")
- Son sbrissado per terra su una macia de ojo e me go scussado il gomito destro con il tiro. ("Sono scivolato a terra su una macchia d’olio e mi sono sbucciato il gomito destro con il colpo preso.")